# Festival de la Canción de San Remo 2020
El 70.º Festival de la Canción de San Remo 2020 se llevó a cabo en el Teatro Ariston de la ciudad de San Remo, entre el 4 y el 8 de febrero de 2020.
El festival fue presentado por el conocido presentador italiano Amadeus, que también hizo la función de director artístico. Durante su tarea estuvo acompañado cada noche por varias copresentadoras: Rula Jebreal y Diletta Leotta en la primera noche; Laura Chimenti, Emma D'Aquino y Sabrina Salerno en la segunda; Georgina Rodríguez y Alketa Vejsiu en la tercera; Antonella Clerici y Francesca Sofia Novello en la cuarta; y Mara Venier, Diletta Leotta, Francesca Sofia Novello y Sabrina Salerno en la noche final. El evento fue retransmitido en directo a nivel nacional por Rai 1 y Rai Radio 2, y a nivel internacional a través de Rai Italia e internet.
La principal novedad de la edición fue la recuperación de la sección Nuove Proposte, que había sido eliminada en la edición anterior.
El vencedor de la sección Campioni, principal competencia del certamen, fue designado como representante de Italia en el Festival de la Canción de Eurovisión 2020, que posteriormente fue cancelado debido a la pandemia de COVID-19. A diferencia de las ediciones previas, los artistas debían comunicar previamente al comienzo del festival la aceptación de su eventual participación en Eurovisión; en caso contrario, la Rai se reservaba el derecho de elegir al participante en el festival siguiendo sus propios criterios.

## Formato
El 70 Festival de San Remo 2020 tuvo lugar en el Teatro Ariston. La realización televisiva estuvo a cargo de Stefano Vicario (que ya dirigió las ediciones de 2004, 2005, 2009 y 2012), mientras la escenografía fue llevada a cabo por Gaetano Castelli, histórico escenógrafo del festival, que no trabajaba en él desde 2012.

### Presentadores
El popular presentador Amadeus, que también tuvo el rol de director artístico, debutó como anfitrión del festival.

### Votación
Durante la celebración del festival fueron utilizados 4 métodos de votación distintos, que sirvieron para definir a los clasificados en las distintas rondas, y finalmente, al ganador del mismo:
- Televoto, a través de las llamadas desde números fijos y teléfonos móviles.
- Jurado de la prensa, compuesto por periodistas acreditados que se encontraban en la sala de prensa durante la celebración del concurso.
- Jurado demoscópico, integrado por un grupo de 300 personas, quienes votaban desde sus casas a través de un sistema electrónico manejado por Ipsos.
- Los músicos y coristas de la orquesta del festival.

Estos diferentes sistemas de votación tenían un peso distinto en la votación final de cada noche.

## Participantes

### SecciónCampioni
| Artista                   | Última participación                          | Canción (Traducción)                                            | Compositor(es)                                                             |
| ------------------------- | --------------------------------------------- | --------------------------------------------------------------- | -------------------------------------------------------------------------- |
| Achille Lauro             | 2019                                          | «Me ne frego» (No me importa)                                   | L. De Marinis, D. Dezi, D. Mungai, M. Ciceroni y E. Manozzi                |
| Alberto Urso              | Debutante                                     | «Il sole ad est» (El sol al este)                               | P. Romitelli e G. Pulli                                                    |
| Anastasio                 | Debutante                                     | «Rosso di rabbia» (Rojo de ira)                                 | M. Anastasio, Stabber, M. A. Azara y L. Serventi                           |
| Bugo e Morgan             | Debutante y 2016 (como miembro de Bluvertigo) | «Sincero»                                                       | A. Bonomo, M. Castoldi, C. Bugatti y S. Bertolotti                         |
| Diodato                   | 2018                                          | «Fai rumore» (Haz ruido)                                        | A. Diodato y E. Roberts                                                    |
| Elettra Lamborghini       | Debutante                                     | «Musica (e il resto scompare)» (Música (y el resto desaparece)) | M. Canova Iorfida y D. Petrella                                            |
| Elodie                    | 2017                                          | «Andromeda»                                                     | A. Mahmoud y D. Faini                                                      |
| Enrico Nigiotti           | 2019                                          | «Baciami adesso» (Bésame ahora)                                 | E. Nigiotti                                                                |
| Francesco Gabbani         | 2017                                          | «Viceversa»                                                     | F. Gabbani,Luis Miguel.S. y Pacifico                                       |
| Giordana Angi             | 2012                                          | «Come mia madre» (Como mi madre)                                | G. Angi y M. Finotti                                                       |
| Irene Grandi              | 2015                                          | «Finalmente io» (Finalmente yo)                                 | V. Rossi, R. Casini, A. Righi y G. Curreri                                 |
| Junior Cally              | Debutante                                     | «No grazie» (No gracias)                                        | Junior Cally, J. Ettorre, F. Mercuri, G. Cremona, E. Maimone, L. Grillotti |
| Le Vibrazioni             | 2018                                          | «Dov'è» (Donde está)                                            | R. Casalino, F. Sarcina y D. Simonetta                                     |
| Levante                   | Debutante                                     | «Tikibombom»                                                    | Levante                                                                    |
| Marco Masini              | 2017                                          | «Il confronto» (El enfrentamiento)                              | M. Masini, F. Camba y D. Coro                                              |
| Michele Zarrillo          | 2017                                          | «Nell'estasi o nel fango» (En el éxtasis o en el barro)         | V. Parisse y M. Zarrillo                                                   |
| Paolo Jannacci            | Debutante                                     | «Voglio parlarti adesso» (Quiero hablar contigo ahora)          | E. Bassi, M. Bassi, A. Bonomo y P. Jannacci                                |
| Piero Pelù                | Debutante                                     | «Gigante»                                                       | P. Pelù y L. Chiaravalli                                                   |
| Pinguini Tattici Nucleari | Debutante                                     | «Ringo Starr»                                                   | R. Zanotti                                                                 |
| Rancore                   | Debutante                                     | «Eden»                                                          | T. Iurcich y D. Faini                                                      |
| Raphael Gualazzi          | 2014                                          | «Carioca»                                                       | R. Gualazzi, D. Pavanello y D. Petrella                                    |
| Riki                      | Debutante                                     | «Lo sappiamo entrambi» (Los dos lo sabemos)                     | R. Marcuzzo y R. Scirè                                                     |
| Rita Pavone               | 1972                                          | «Niente (Resilienza 74)» (Nada (Resiliencia 74))                | G. Merk                                                                    |
| Tosca                     | 2007                                          | «Ho amato tutto» (Me encantó todo)                              | P. Cantarelli                                                              |

### SecciónNuove proposte
| Artista                     | Canción (Traducción)                         | Compositor(es)                                               |
| --------------------------- | -------------------------------------------- | ------------------------------------------------------------ |
| Eugenio in Via Di Gioia     | «Tsunami»                                    | E. Cesaro, E. Via, P. Di Gioia, L. Federici y D. Faini       |
| Fadi                        | «Due noi» (Nosotros dos)                     | T. Fadimiluyi y A. Filippelli                                |
| Fasma                       | «Per sentirmi vivo» (Sentirse vivo)          | T. Fazioli y L. Zammarano                                    |
| Gabriella Martinelli e Lula | «Il gigante d'acciaio» (El gigante de acero) | G. Martinelli, L. Di Fiandra e P. Mazziotti                  |
| Leo Gassmann                | «Vai bene così» (Te va bien)                 | L. Gassmann y M. Costanzo                                    |
| Marco Sentieri              | «Billy Blu»                                  | G. Artegiani                                                 |
| Matteo Faustini             | «Nel bene e nel male» (Para bien o para mal) | M. Faustini y M. Rettani                                     |
| Tecla Insolia               | «8 Marzo»                                    | P. Romitelli, R. Di Benedetto, M. Vito, E. Munda y R. Canale |

## Celebración del festival

### Primera noche

#### Campioni
En la primera noche se presentaron los primeros 10 candidatos de la sección "Campioni", cada uno con la canción en competición. Las interpretaciones fueron votadas por el jurado demoscópico y, al término de las votaciones, fue desvelada una clasificación provisional.
| Orden | Artista          | Canción                | Votos primera noche | Clasif. general |
| Orden | Artista          | Canción                | Jurado demoscópico  | Posición        |
| ----- | ---------------- | ---------------------- | ------------------- | --------------- |
| 1     | Irene Grandi     | Finalmente io          | 4                   | 7               |
| 2     | Marco Masini     | Il confronto           | 5                   | 11              |
| 3     | Rita Pavone      | Niente (Resilienza 74) | 10                  | 19              |
| 4     | Achille Lauro    | Me ne frego            | 9                   | 17              |
| 5     | Diodato          | Fai rumore             | 3                   | 6               |
| 6     | Le Vibrazioni    | Dov'è                  | 1                   | 2               |
| 7     | Anastasio        | Rosso di rabbia        | 8                   | 15              |
| 8     | Elodie           | Andromeda              | 2                   | 5               |
| 9     | Bugo e Morgan    | Sincero                | 12                  | 23              |
| 10    | Alberto Urso     | Il sole ad est         | 6                   | 12              |
| 11    | Riki             | Lo sappiamo entrambi   | 11                  | 20              |
| 12    | Raphael Gualazzi | Carioca                | 7                   | 14              |

#### Nuove Proposte
En esta primera noche también participaron 4 de los 8 candidatos en la sección "Nuove Proposte", esta vez enfrentándose en dos duelos directos. Los temas fueron votados por el jurado demoscópico y las dos canciones que resultaron ganadoras, lograron el pase directo a las semifinales, que se celebrarán en la tercera noche.
| Duelo | Orden | Artista                 | Canción       | Votos primera noche |
| Duelo | Orden | Artista                 | Canción       | Jurado demoscópico  |
| ----- | ----- | ----------------------- | ------------- | ------------------- |
| I     | 1     | Eugenio in Via Di Gioia | Tsunami       | 49,4%               |
| I     | 2     | Tecla Insolia           | 8 Marzo       | 50,6%               |
| II    | 3     | Fadi                    | Due noi       | 46,0%               |
| II    | 4     | Leo Gassmann            | Vai bene così | 54,0%               |

Artistas invitados
- Tiziano Ferro interpretó el mítico tema de Domenico Modugno "Nel blu dipinto di blu (Volare)", la canción de Mia Martini "Almeno tu nell'universo" y "Accetto miracoli"
- Antonio Maggio y Gessica Notaro interpretaron "La faccia e il cuore"
- El reparto de la película Gli anni più belli: Pierfrancesco Favino, Kim Rossi Stuart, Claudio Santamaria, Emma Marrone, Alma Noce, Francesco Centorame, Andrea Pittorino y Riccardo Morozzi
- Rosario Fiorello
- Al Bano y Romina Power interpretaron los temas "Nostalgia Canaglia", "La siepe", "Ci Sarà", "Felicità" y "Raccogli l'attimo"
- Emma Marrone interpretó los temas "Stupida allegria", "Non è l'inferno", "Arriverà", "Amami" y "Fortuna"
- Gabriele Muccino

### Segunda noche

#### Campioni
En la segunda noche se exhibieron los 10 candidatos restantes de la sección "Campioni" y fueron votados mediante el mismo mecanismo del día anterior. Al término de la velada, además, se mostró una segunda clasificación con todos los 20 artistas con sus respectivas canciones y la posición obtenida sumando los votos de la primera y de la segunda noche.
| Orden | Artista                   | Canción                      | Votos segunda noche | Clasif. general |
| Orden | Artista                   | Canción                      | Jurado demoscópico  | Posición        |
| ----- | ------------------------- | ---------------------------- | ------------------- | --------------- |
| 1     | Piero Pelù                | Gigante                      | 2                   | 3               |
| 2     | Elettra Lamborghini       | Musica (e il resto scompare) | 10                  | 21              |
| 3     | Enrico Nigiotti           | Baciami adesso               | 9                   | 18              |
| 4     | Levante                   | Tikibombom                   | 6                   | 10              |
| 5     | Pinguini Tattici Nucleari | Ringo Starr                  | 3                   | 4               |
| 6     | Tosca                     | Ho amato tutto               | 4                   | 8               |
| 7     | Francesco Gabbani         | Viceversa                    | 1                   | 1               |
| 8     | Paolo Jannacci            | Voglio parlarti adesso       | 8                   | 16              |
| 9     | Rancore                   | Eden                         | 11                  | 22              |
| 10    | Junior Cally              | No grazie                    | 12                  | 24              |
| 11    | Giordana Angi             | Come mia madre               | 7                   | 13              |
| 12    | Michele Zarrillo          | Nell'estasi o nel fango      | 5                   | 9               |

##### Clasificación provisional de la sección Campioni
| Artista                   | Canción                      | Votación conjunta (1ª y 2ª noches) |
| Artista                   | Canción                      | Posición                           |
| ------------------------- | ---------------------------- | ---------------------------------- |
| Achille Lauro             | Me ne frego                  | 17                                 |
| Anastasio                 | Rosso di rabbia              | 15                                 |
| Bugo e Morgan             | Sincero                      | 23                                 |
| Diodato                   | Fai rumore                   | 6                                  |
| Elodie                    | Andromeda                    | 5                                  |
| Irene Grandi              | Finalmente io                | 7                                  |
| Raphael Gualazzi          | Carioca                      | 14                                 |
| Marco Masini              | Il confronto                 | 11                                 |
| Rita Pavone               | Niente (Resilienza 74)       | 19                                 |
| Riki                      | Lo sappiamo entrambi         | 20                                 |
| Le Vibrazioni             | Dov'è                        | 2                                  |
| Alberto Urso              | Il sole ad est               | 12                                 |
| Giordana Angi             | Come mia madre               | 13                                 |
| Francesco Gabbani         | Viceversa                    | 1                                  |
| Paolo Jannacci            | Voglio parlarti adesso       | 16                                 |
| Junior Cally              | No grazie                    | 24                                 |
| Elettra Lamborghini       | Musica (e il resto scompare) | 21                                 |
| Levante                   | Tikibombom                   | 10                                 |
| Enrico Nigiotti           | Baciami adesso               | 18                                 |
| Piero Pelù                | Gigante                      | 3                                  |
| Pinguini Tattici Nucleari | Ringo Starr                  | 4                                  |
| Rancore                   | Eden                         | 22                                 |
| Tosca                     | Ho amato tutto               | 8                                  |
| Michele Zarrillo          | Nell'estasi o nel fango      | 9                                  |

#### Nuove Proposte
Además, esta noche se presentaron los 4 participantes restantes de la sección "Nuove Proposte", con la misma modalidad de duelos y el mismo sistema de votación del día anterior. Las dos canciones ganadoras accedieron directamente a las semifinales de la cuarta noche.
| Duelo | Orden | Artista                     | Canción              | Votos segunda noche |
| Duelo | Orden | Artista                     | Canción              | Jurado demoscópico  |
| ----- | ----- | --------------------------- | -------------------- | ------------------- |
| I     | 1     | Gabriella Martinelli e Lula | Il gigante d'acciaio | 49,0%               |
| I     | 2     | Fasma                       | Per sentirmi vivo    | 51,0%               |
| II    | 3     | Marco Sentieri              | Billy Blu            | 52,0%               |
| II    | 4     | Matteo Faustini             | Nel bene e nel male  | 48,0%               |

Artistas invitados
- Tiziano Ferro interpreta "Sere nere", "Il regalo più grande" y "La fine"
- Rosario Fiorello interpreta "La solita canzone di Sanremo"
- Carlotta Mantovani
- Novak Đoković - "Terra Promessa"
- Ricchi e Poveri - "L'ultimo amore", "La prima cosa bella", "Che sarà" (cantada una segunda vez con Fiorello), "Sarà perché ti amo" y "Mamma Maria"
- Paolo Palumbo con Kumalibre y Andrea Cutri - "Io sono Paolo"
- Zucchero Fornaciari interpreta "Spirito nel buio", "La canzone che se ne va" y "Solo una sana e consapevole libidine salva il giovane dallo stress e dall'Azione Cattolica"
- Gigi D'Alessio - "Non dirgli mai"
- Massimo Ranieri, interpreta "Perdere l'amore" (junto con Tiziano Ferro) y "Mia Ragione"

### Tercera noche:Sanremo 70

#### Campioni
Durante la tercera noche, denominada Sanremo 70, se presentaron los 20 participantes de la sección "Campioni" con canciones que forman parte de la historia del Festival de Sanremo. Los artistas pudieron elegir estar acompañados por invitados, ya fueran italianos o extranjeros. Todas las exhibiciones fueron valoradas por los miembros de la orquesta.
| Orden | Artista - Invitado                                    | Canción (Intérprete original)                                                | Votación tercera noche | Clasif. general |
| Orden | Artista - Invitado                                    | Canción (Intérprete original)                                                | Jurado de la orquesta  | Posición        |
| ----- | ----------------------------------------------------- | ---------------------------------------------------------------------------- | ---------------------- | --------------- |
| 1     | Michele Zarrillo - Fausto Leali                       | "Deborah" (Fausto Leali - 1968)                                              | 15                     | 10              |
| 2     | Junior Cally - Viito                                  | "Vado al massimo" (Vasco Rossi - 1982)                                       | 21                     | 23              |
| 3     | Marco Masini - Arisa                                  | "Vacanze romane" (Matia Bazar - 1983)                                        | 10                     | 8               |
| 4     | Riki - Ana Mena                                       | "L'edera" (Nilla Pizzi - 1958)                                               | 22                     | 21              |
| 5     | Raphael Gualazzi - Simona Molinari                    | "E se domani" (Mina - 1964)                                                  | 11                     | 14              |
| 6     | Anastasio - Premiata Forneria Marconi                 | "Spalle al muro" (Renato Zero - 1991)                                        | 4                      | 12              |
| 7     | Levante - Francesca Michielin y Maria Antonietta      | "Si può dare di più" (Umberto Tozzi, Gianni Morandi y Enrico Ruggeri - 1987) | 17                     | 11              |
| 8     | Alberto Urso - Ornella Vanoni                         | "La voce del silenzio" (Tony Del Monaco - 1968)                              | 20                     | 13              |
| 9     | Elodie - Aeham Ahmad                                  | "Adesso tu" (Eros Ramazzotti - 1986)                                         | 19                     | 7               |
| 10    | Rancore - Dardust y La Rappresentante di Lista        | "Luce (tramonti a nord est)" (Elisa - 2001)                                  | 8                      | 20              |
| 11    | Pinguini Tattici Nucleari                             | "Settanta volte" (Medley)                                                    | 3                      | 5               |
| 18    | Achille Lauro - Annalisa                              | "Gli uomini non cambiano" (Mia Martini - 1992)                               | 16                     | 18              |
| 19    | Bugo e Morgan                                         | "Canzone per te" (Sergio Endrigo - 1968)                                     | 24                     | 24              |
| 15    | Diodato - Nina Zilli                                  | "24 mila baci" (Adriano Celentano - 1961)                                    | 5                      | 6               |
| 23    | Elettra Lamborghini - Myss Keta                       | "Non succederà più" (Claudia Mori - 1982)                                    | 23                     | 22              |
| 12    | Enrico Nigiotti - Simone Cristicchi                   | "Ti regalerò una rosa" (Simone Cristicchi - 2007)                            | 12                     | 16              |
| 24    | Francesco Gabbani                                     | "L'italiano" (Toto Cutugno - 1983)                                           | 8                      | 1               |
| 13    | Giordana Angi - Solis String Quartet                  | "La nevicata del '56" (Mia Martini - 1990)                                   | 18                     | 17              |
| 20    | Irene Grandi - Bobo Rondelli                          | "La musica è finita" (Ornella Vanoni - 1967)                                 | 14                     | 9               |
| 14    | Le Vibrazioni - Canova                                | "Un'emozione da poco" (Anna Oxa - 1978)                                      | 6                      | 2               |
| 22    | Paolo Jannacci - Francesco Mandelli y Daniele Moretto | "Se me lo dicevi prima" (Enzo Jannacci - 1989)                               | 7                      | 15              |
| 21    | Piero Pelù                                            | "Cuore matto" (Little Tony - 1967)                                           | 2                      | 3               |
| 17    | Rita Pavone - Amedeo Minghi                           | "1950" (Amedeo Minghi - 1983)                                                | 13                     | 19              |
| 16    | Tosca - Silvia Pérez Cruz                             | "Piazza Grande" (Lucio Dalla - 1972)                                         | 1                      | 4               |

Artistas invitados
- Alessandra Amoroso, Elisa, Emma Marrone, Giorgia, Fiorella Mannoia, Gianna Nannini y Laura Pausini para promocionar el concierto Una, nessuna, centomila que tendrá lugar el 19 de septiembre para decir basta a la violencia contra la mujer
- Cristiano Ronaldo
- Tiziano Ferro interpretó "In mezzo a questo inverno" y "Amici per errore"
- Bobby Solo interpretó "Una lacrima sul viso" (con Alketa Vejsiu)
- Roberto Benigni
- Margherita Mazzucco y Gaia Girace, protagonistas de L'amica geniale - Storia del nuovo cognome
- Mika interpretó "Dear Jealousy", "Happy Ending" y "Amore che vieni, amore che vai"
- Lewis Capaldi interpretó "Before You Go" y "Someone You Loved"

### Cuarta noche

#### Campioni
En la cuarta noche los 20 intérpretes de la sección "Campioni" volvieron a cantar sus propias canciones. Los temas fueron juzgados en esta ocasión por el jurado de la prensa, cuyos votos se sumaron con aquellos de los días anteriores y se mostró una nueva clasificación con las posiciones actualizadas.
| Orden | Artista                   | Canción                      | Votación cuarta noche | Clasif. general |
| Orden | Artista                   | Canción                      | Jurado de la prensa   | Posición        |
| ----- | ------------------------- | ---------------------------- | --------------------- | --------------- |
| 1     | Paolo Jannacci            | Voglio parlarti adesso       | 13                    | 14              |
| 2     | Rancore                   | Eden                         | 7                     | 9               |
| 3     | Giordana Angi             | Come mia madre               | 19                    | 19              |
| 4     | Francesco Gabbani         | Viceversa                    | 2                     | 2               |
| 5     | Raphael Gualazzi          | Carioca                      | 12                    | 12              |
| 6     | Anastasio                 | Rosso di rabbia              | 3                     | 4               |
| 7     | Pinguini Tattici Nucleari | Ringo Starr                  | 11                    | 10              |
| 8     | Elodie                    | Andromeda                    | 8                     | 7               |
| 9     | Riki                      | Lo sappiamo entrambi         | 22                    | 22              |
| 10    | Diodato                   | Fai rumore                   | 1                     | 1               |
| 11    | Irene Grandi              | Finalmente io                | 10                    | 8               |
| 12    | Achille Lauro             | Me ne frego                  | 9                     | 11              |
| 13    | Piero Pelù                | Gigante                      | 5                     | 5               |
| 14    | Tosca                     | Ho amato tutto               | 6                     | 6               |
| 15    | Michele Zarrillo          | Nell'estasi o nel fango      | 20                    | 17              |
| 16    | Junior Cally              | No grazie                    | 17                    | 23              |
| 17    | Le Vibrazioni             | Dov'è                        | 4                     | 3               |
| 18    | Alberto Urso              | Il sole ad est               | 23                    | 18              |
| 19    | Levante                   | Tikibombom                   | 15                    | 13              |
| 20    | Bugo y Morgan             | Sincero                      | -                     | -               |
| 21    | Rita Pavone               | Niente (Resilienza 74)       | 14                    | 16              |
| 22    | Enrico Nigiotti           | Baciami adesso               | 21                    | 20              |
| 23    | Elettra Lamborghini       | Musica (e il resto scompare) | 18                    | 21              |
| 24    | Marco Masini              | Il confronto                 | 16                    | 15              |

#### Nuove Proposte
En la sección "Nuove Proposte" participaron los 4 participantes clasificados en las dos noches anteriores, compitiendo con la misma modalidad de duelos de las jornadas precedentes. La votación tuvo lugar con un sistema mixto compuesto del jurado demoscópico (33%), del jurado de la prensa (33%) y del televoto (34%) y las dos canciones ganadoras pasaron a la final en la misma noche. Al término de la noche se proclamó la canción ganadora de esta sección.
| Duelo | Orden | Artista        | Canción           | Votos tercera noche      | Votos tercera noche       | Votos tercera noche | Votos tercera noche |
| Duelo | Orden | Artista        | Canción           | Jurado demoscópico (33%) | Jurado de la prensa (33%) | Televoto (34%)      | Total               |
| ----- | ----- | -------------- | ----------------- | ------------------------ | ------------------------- | ------------------- | ------------------- |
| I     | 1     | Tecla          | 8 marzo           | 50,03%                   | 50,97%                    | 65,59%              | 55,63%              |
| I     | 2     | Marco Sentieri | Billy Blu         | 49,97%                   | 49,03%                    | 34,41%              | 44,37%              |
| II    | 3     | Leo Gassmann   | Vai bene così     | 51,68%                   | 52,03%                    | 46,84%              | 50,15%              |
| II    | 4     | Fasma          | Per sentirmi vivo | 48,32%                   | 47,97%                    | 53,16%              | 49,85%              |

#### Nuove Proposte -Final
| Orden | Artista      | Canción       | Votos tercera noche      | Votos tercera noche       | Votos tercera noche | Votos tercera noche |
| Orden | Artista      | Canción       | Jurado demoscópico (33%) | Jurado de la prensa (33%) | Televoto (34%)      | Total               |
| ----- | ------------ | ------------- | ------------------------ | ------------------------- | ------------------- | ------------------- |
| 1     | Tecla        | 8 marzo       | 49,25%                   | 43,57%                    | 49,76%              | 47,55%              |
| 2     | Leo Gassmann | Vai bene così | 50,75%                   | 56,43%                    | 50,24%              | 52,45%              |

Artistas invitados
- Fiorello - Con el disfraz de Rabbit, la máscara ganadora de la primera edición de The Masked Singer, y debajo de la máscara con el disfraz de Maria De Filippi - "Finalmente tu" (con Tiziano Ferro), "Quando quando quando"
- Tiziano Ferro interpretó "L'ultima notte al mondo", "Ti scatterò una foto", "L'amore è una cosa semplice", "Finalmente tu (con Fiorello)", "Portami a ballare"
- Dua Lipa interpretó "Don't Start Now"
- Tony Renis
- Vincenzo Mollica
- Ghali interpretó "Cara Italia", "Wily Wily", "Boogieman", "Good times"
- Gianna Nannini interpretó "Motivo" (con Coez), "Ragazzo dell'Europa", "Meravigliosa creatura", "Sei nell'anima"
- Coez interpretó "Motivo" (con Gianna Nannini)

### Quinta noche: Final
En el transcurso de la noche final actuarán nuevamente los 20 participantes de la sección "Campioni" con sus canciones en competición.
Las votaciones tendrán lugar con un sistema mixto compuesto del jurado demoscópico (33%), del jurado de prensa (33%) y del televoto (34%), que determinará la clasificación definitiva de la cuarta a la vigésima posición.
De igual modo habrá una nueva ronda de votaciones para los primeros tres clasificados (donde no será tenido en cuenta el voto precedente) y a continuación será decretada la canción ganadora del Festival.
| Orden | Artista                   | Canción                      | Votación quinta noche  | Votación quinta noche | Votación quinta noche | Votación quinta noche | Clasif. general | Clasif. general |
| Orden | Artista                   | Canción                      | Jur. Demoscópico (33%) | Jur. Prensa (33%)     | Televoto (34%)        | Media total           | %               | Posición        |
| ----- | ------------------------- | ---------------------------- | ---------------------- | --------------------- | --------------------- | --------------------- | --------------- | --------------- |
| 1     | Michele Zarrillo          | Nell'estasi o nel fango      | 2,75%                  | 1,46%                 | 1,31%                 | 1,83%                 | 2,96%           | 18              |
| 2     | Elodie                    | Andromeda                    | 7,00%                  | 7,14%                 | 4,17%                 | 6,09%                 | 5,12%           | 7               |
| 3     | Enrico Nigiotti           | Baciami adesso               | 2,26%                  | 1,03%                 | 1,40%                 | 1,56%                 | 2,63%           | 19              |
| 4     | Irene Grandi              | Finalmente io                | 5,11%                  | 3,74%                 | 2,33%                 | 3,71%                 | 4,19%           | 9               |
| 5     | Alberto Urso              | Il sole ad est               | 3,43%                  | 0,99%                 | 11,43%                | 5,34%                 | 3,67%           | 14              |
| 6     | Diodato                   | Fai rumore                   | 9,38%                  | 21,88%                | 9,08%                 | 13,40%                | 10,04%          | 1               |
| 7     | Marco Masini              | Il confronto                 | 3,54%                  | 1,93%                 | 2,86%                 | 2,78%                 | 3,60%           | 15              |
| 8     | Piero Pelù                | Gigante                      | 7,82%                  | 5,44%                 | 6,72%                 | 6,66%                 | 5,96%           | 5               |
| 9     | Levante                   | Tikibombom                   | 3,65%                  | 3,04%                 | 2,66%                 | 3,11%                 | 3,76%           | 12              |
| 10    | Pinguini Tattici Nucleari | Ringo Starr                  | 7,74%                  | 6,03%                 | 11,42%                | 8,43%                 | 6,53%           | 3               |
| 11    | Achille Lauro             | Me ne frego                  | 4,22%                  | 5,05%                 | 9,37%                 | 6,25%                 | 4,57%           | 8               |
| 12    | Junior Cally              | No grazie                    | 1,40%                  | 1,74%                 | 1,46%                 | 1,53%                 | 2,26%           | 22              |
| 13    | Raphael Gualazzi          | Carioca                      | 3,90%                  | 3,94%                 | 1,73%                 | 3,18%                 | 3,78%           | 11              |
| 14    | Tosca                     | Ho amato tutto               | 5,22%                  | 6,36%                 | 2,41%                 | 4,64%                 | 5,23%           | 6               |
| 15    | Francesco Gabbani         | Viceversa                    | 9,78%                  | 10,30%                | 14,75%                | 11,64%                | 8,06%           | 2               |
| 16    | Rita Pavone               | Niente (Resilienza 74)       | 2,28%                  | 2,20%                 | 1,36%                 | 1,94%                 | 3,19%           | 17              |
| 17    | Le Vibrazioni             | Dov'è                        | 8,75%                  | 5,64%                 | 4,63%                 | 6,32%                 | 6,06%           | 4               |
| 18    | Anastasio                 | Rosso di rabbia              | 3,03%                  | 2,32%                 | 2,17%                 | 2,50%                 | 3,72%           | 13              |
| 19    | Riki                      | Lo sappiamo entrambi         | 1,53%                  | 0,45%                 | 1,77%                 | 1,26%                 | 2,22%           | 23              |
| 20    | Giordana Angi             | Come mia madre               | 1,42%                  | 0,55%                 | 1,80%                 | 1,26%                 | 2,59%           | 20              |
| 21    | Paolo Jannacci            | Voglio parlarti adesso       | 2,18%                  | 2,20%                 | 0,45%                 | 1,60%                 | 3,31%           | 16              |
| 22    | Elettra Lamborghini       | Musica (e il resto scompare) | 1,78%                  | 2,03%                 | 2,25%                 | 2,02%                 | 2,57%           | 21              |
| 23    | Rancore                   | Eden                         | 1,83%                  | 4,54%                 | 2,46%                 | 2,94%                 | 3,96%           | 10              |

#### Final a 3
| Orden | Artista                   | Canción     | Votación quinta noche  | Votación quinta noche | Votación quinta noche | Clasif. general | Clasif. general |
| Orden | Artista                   | Canción     | Jur. Demoscópico (33%) | Jur. Prensa (33%)     | Televoto (34%)        | %               | Posición        |
| ----- | ------------------------- | ----------- | ---------------------- | --------------------- | --------------------- | --------------- | --------------- |
| 1     | Diodato                   | Fai rumore  | 36,33%                 | 57,97%                | 23,93%                | 39,26%          | 1               |
| 2     | Francesco Gabbani         | Viceversa   | 38,67%                 | 24,16%                | 38,85%                | 33,94%          | 2               |
| 3     | Pinguini Tattici Nucleari | Ringo Starr | 25,00%                 | 17,87%                | 37,21%                | 26,80%          | 3               |

Artistas invitados
- Banda musicale dell'Arma dei Carabinieri dirigida por Massimo Martinelli para celebrar el 200.º aniversario de su fundación - Il Canto degli Italiani
- Cristiana Capotondi en calidad de vicepresidenta de la Serie C
- Mara Venier
- Fiorello - Un mondo d'amore (con Amadeus), Amore fermati (homenaje a Fred Bongusto)
- Leo Gassmann, vencedor de la categoría "Nuove proposte" - Vai bene così
- Tiziano Ferro - "Alla mia età", "Non me lo so spiegare", "Ed ero contentissimo" y "Per dirti ciao"
- Enrico Ruggeri y Bianca Guaccero para presentar la segunda edición del programa televisivo Una storia da cantare
- Biagio Antonacci - "Ti saprò aspettare", "Iris", "Quanto tempo e ancora" y "Liberatemi"
- Sabrina Salerno - "Boys (Summertime Love)"
- Diletta Leotta - "Ciuri, ciuri"
- Ivan Cottini y Bianca Maria Belardi
- El reparto de la película "La mia banda suona il pop": Christian De Sica, Diego Abatantuono, Massimo Ghini, Paolo Rossi, Angela Finocchiaro; junto al director Fausto Brizzi
- Edoardo Pesce - "E va'... E va'..." (homenaje a Alberto Sordi por el centenario de su nacimiento)
- Vittorio Grigolo - "E lucevan le stelle", "Who Wants to Live Forever", "Bohemian Rhapsody", "The Show Must Go On"
- Gente de Zona - "La Gozadera", "Bailando"

## Comisión musical
Tal como fue explicado por el director artístico Amadeus a la agencia de prensa Adnkronos, la comisión musical trabaja solo para la categoría Nuove Proposte.
Los miembros de la comisión musical son:
- Amadeus
- Gianmarco Mazzi
- Claudio Fasulo
- Massimo Martelli
- Leonardo de Amicis